# Von brigði
Von brigði è il primo album di remix del gruppo musicale islandese Sigur Rós, pubblicato il 1º giugno 1998 dalla Smekkleysa.

## Descrizione
Contiene dieci remix di brani tratti dall'album Von. Il titolo di questo album è un gioco di parole: la parola "Vonbrigði" significa "delusione", ma se viene spezzata in due (ovvero ottenendo il titolo dell'album) il significato diventa "variazioni sulla speranza". Il termine "Endurunnið af" letteralmente significa "Riciclata da" ma il vero significato sarebbe "Remixata (o reinterpretata) da".

## Tracce
1. Syndir Guðs (Endurunnið af Biogen) – 6:55
2. Syndir Guðs (Endurunnið af múm) – 4:52
3. Leit af lífi (Endurunnið af Plasmic) – 5:26
4. Myrkur (Endurunnið af Ilo) – 5:29
5. Myrkur (Endurunnið af Dirty-Bix) – 5:01
6. 180 sekúndur fyrir sólarupprás (Endurunnið af Curver) – 3:00
7. Hún jörð (Endurunnið af Hassbræður) – 5:19
8. Leit af lífi (Endurunnið af Thor) – 5:32
9. Von (Endurunnið af GusGus) – 7:24
10. Leit af lífi² (Endurunnið af Sigur Rós) – 5:02